# Gentiana gentilis
Gentiana gentilis är en gentianaväxtart som beskrevs av Adrien René Franchet. Gentiana gentilis ingår i släktet gentianor, och familjen gentianaväxter. Inga underarter finns listade i Catalogue of Life.